# Jorge Freire
Jorge Freire (Madrid, 1985) és un filòsof, articulista i escriptor espanyol.Ha publicat diverses obres, com una biografia d'Edith Wharton o un assaig sobre Arthur Koestler. Col·labora com a columnista en diversos mitjans com El País, El Mundo i Letras Libres. Ha escrit les obres Agitación. Sobre el mal de la impaciencia, i Hazte quien eres (Deusto, 2023). El Cultural l'ha inclòs entre els deu filòsofs les reflexions dels quals marcaran el pensament i els debats de les pròximes dècades.

## Obra
- Edith Wharton (2015)
- Arthur Koestler: Nuestro Hombre En España (2017)
- Agitación. Sobre el mal de la impaciencia (Páginas de Espuma, 2020) ISBN 978-84-8393-275-9
- Hazte quien eres (Deusto, 2022) ISBN 978-84-234-3364-3
- La banalidad del bien (2023)
- Los extrañados (Libros del Asteroide, 20224)

## Premis i reconeixements
- XI Premi Màlaga d'Assaig 2020[7]